# Casa Bradesco

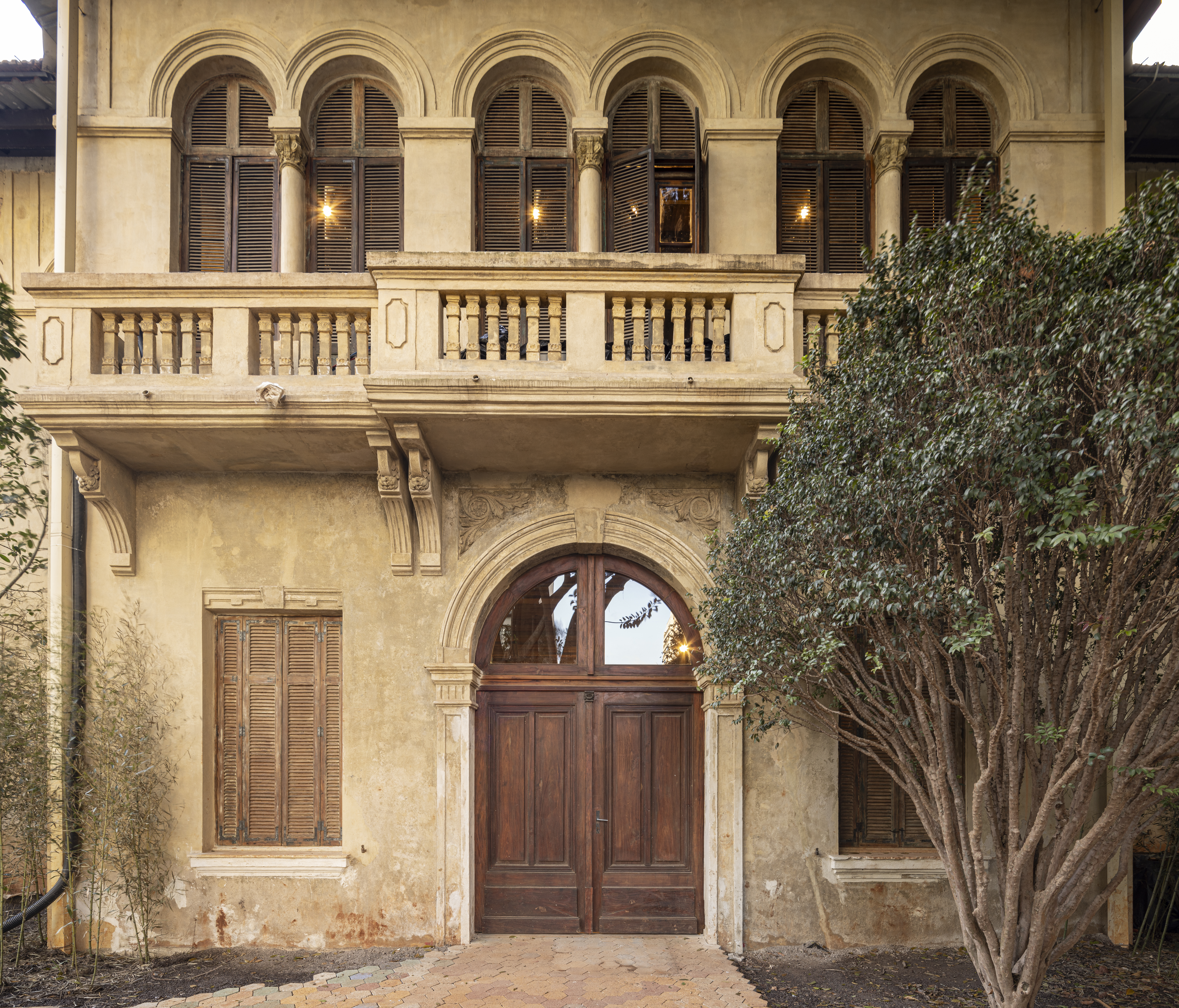

A Casa Bradesco é um centro de criatividade de 5 mil metros quadrados localizado dentro da Cidade Matarazzo, espaço próximo à Avenida Paulista, em São Paulo, que concentra diversas experiências de luxo em cultura, hospitalidade, comida, moda, beleza, design, negócios e longevidade.
Foi inaugurada em 15 de setembro de 2024, marcando sua abertura com a exposição inédita “Inflamação”, do renomado artista visual Anish Kapoor, com curadoria de Marcello Dantas.
Destinada à criatividade e inovação, busca promover a regeneração individual e coletiva por meio da arte e cultura
O local é dividido em quatro salas interdisciplinares para as mais diversas formas de expressão artística. A Sala Aqui, inaugurada em setembro de 2024, possui dois mil metros quadrados de exposição. Ainda serão inauguradas a Sala Ali, dedicada a explorar o potencial criativo infantil; a Sala Acima, um espaço voltado para a formação de jovens nas diversas expressões de arte; e a Sala Abaixo, um espaço multilinguagem que receberá desde concertos e shows a exposições imersivas.

## Prédios históricos
O prédio que hoje abriga a Casa Bradesco fazia parte do Hospital Umberto Primo (também conhecido como Hospital Matarazzo), tombado pelo Conselho de Defesa do Patrimônio Histórico, Arqueológico, Artístico e Turístico (CONDEPHAAT) em 1986, e posteriormente adquirido pelo empresário francês Alex Allard para a fundação da Cidade Matarazzo.
Seu projeto de restauração e preservação contou com a participação do arquiteto ítalo-francês Rudy Ricciotti, conhecido por projetar obras como o Departamento de Artes Islâmicas no Museu do Louvre na França.
Algumas paredes antigas do Hospital Matarazzo foram mantidas, preservando as marcas da história do prédio, enquanto o piso se materializa em concreto polido e o forro da estrutura é reconstruído com madeiras de demolição.